# Aleksandr Ptusjko
Aleksandr Ptusjko (russisk: Александр Лукич Птушко) (født 19. april 1900 i Luhansk i det Russiske Kejserrige, død 6. marts 1973 i Moskva i Sovjetunionen) var en sovjetisk filminstruktør og manuskriptforfatter.

## Filmografi
- Den nye Gulliver (Новый Гулливер, 1935)[1][2]
- Den gyldne nøgle (Золотой ключик, 1939)
- Stenblomsten (Каменный цветок, 1946)
- Tre møder (Три встречи, 1948)
- Sadko søger lykken (Садко, 1952)
- Ilja Muromets (Илья Муромец, 1956)
- Sampo (Сампо, 1959)
- Alyje parusa (Алые паруса, 1961)
- Skazka o poterjannom vremeni (Сказка о потерянном времени, 1964)
- Skazka o tsare Saltane (Сказка о царе Салтане, 1966)
- Ruslan og Ludmila (Руслан и Людмила, 1972)